# Forgotten Coast

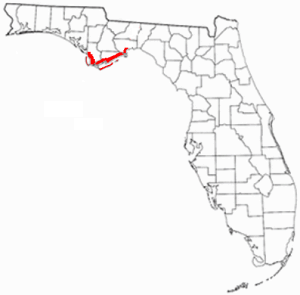
Carte de la Floride situant la "Côte oublié"

La Forgotten Coast («Côte oubliée») est une région côtière de la Floride aux États-Unis. Elle s’étend au nord-ouest de l'État de Mexico Beach à St. Marks.

## Étymologie
Le nom remonte aux années 1990 lorsqu’un groupe de travail pour le tourisme de Floride oublie d’intégrer des informations de la région dans leur brochure de la Floride. Des groupes locaux créèrent alors leur propre brochure en la dénommant Forgotten Coast («Côte oubliée»).